# Weight (álbum)
Weight é o quarto álbum da banda Rollins Band, lançado em 12 de abril de 1994. Esse álbum é o grande clássico da banda por trazer as músicas mais famosas, incluindo "Liar" e "Disconnect", que passava diversas vezes na MTV e que também ganhou bastante popularidade ao passar no Beavis and Butt-head. A música "Civilized" também foi usada como tema de abertura para o Dennis Miller Live (de 1994-2002) na HBO.

## Faixas
| N.º | Título            | Compositor(es) | Duração |  |
| 1.  | "Disconnect"      | Rollins Band   | 4:57    |  |
| 2.  | "Fool"            | Rollins Band   | 4:26    |  |
| 3.  | "Icon"            | Rollins Band   | 3:41    |  |
| 4.  | "Civilized"       | Rollins Band   | 3:54    |  |
| 5.  | "Divine"          | Rollins Band   | 4:01    |  |
| 6.  | "Liar"            | Rollins Band   | 6:34    |  |
| 7.  | "Step Back"       | Rollins Band   | 3:58    |  |
| 8.  | "Wrong Man"       | Rollins Band   | 4:19    |  |
| 9.  | "Volume 4"        | Rollins Band   | 4:39    |  |
| 10. | "Tired"           | Rollins Band   | 3:46    |  |
| 11. | "Alien Blueprint" | Rollins Band   | 3:45    |  |
| 12. | "Shine"           | Rollins Band   | 5:26    |  |

## Elogios
| Ano                                | Publicação   | País        | Elogio                             | Rank |       |
| ---------------------------------- | ------------ | ----------- | ---------------------------------- | ---- | ----- |
| 1994                               | Metal Hammer | Reino Unido | "Álbum do Ano"                     | 7    | [ 1 ] |
| 1994                               | Melody Maker | Reino Unido | "Álbum do Ano"                     | 34   | [ 2 ] |
| 1994                               | Sounds       | Alemanha    | "Álbum do Ano"                     | 47   | [ 3 ] |
| 1995                               | RAW          | Reino Unido | "90 álbuns essenciais dos anos 90" | *    | [ 4 ] |
| "*" denota uma lista não ordenada. |              |             |                                    |      |       |